# Юдейське право
Юдейське (єврейське) право (Іврит משפט עברי) – релігійно-правова система, що регулює суспільні відносини всередині єврейської громади, що сповідує юдаїзм.

## Загальна характеристика юдейського права і юдаїзму
Походження юдейського права пов'язане з формуванням юдаїзму як релігії, яка є основою для формування даної релігійно-правової системи. 
Юдаїзм — одна із давніх релігій, що збереглася до наших днів. Словом юдаїзм називають релігію, поширену серед євреїв. Це слово походить від назви стародавнього племені Юди. Прихильники юдаїзму проживають на всіх континентах Землі. Юдаїзм розповсюджений переважно серед євреїв, але відомі факти поширення юдаїзму і серед неєврейського населення. Наприклад, у Стародавньому Римі, Хазарській державі VIII ст., в сучасній Ефіопії та ін.
Спроби періодизації історії юдаїзму робились неодноразово. Наприклад, на думку Д.Ріда весь шлях розвитку цієї релігії можна поділити на п'ять етапів:
1. Епоха левітів, служителів релігійних культів у стародавніх євреїв. Її пов'язують із закінченням складання Мойсеєвого закону – законодавчої основи юдейського права.
2. Епоха фарисеїв, представників суспільно-релігійної течії в Юдеї. Фарисеї виражали інтереси переважно представників середніх верств населення та прагнули тлумачити юдейське право з урахуванням нових соціально-економічних умов єврейського суспільства.
3. Епоха талмудистів. Цей період відрізнявся суворістю в дотримані правил і норм, що містить Талмуд. В цей час особлива увага приділялась положенням, що перешкоджали асиміляції євреїв-єдиновірців з народами тих держав, на території яких вони проживали.
4. Проміжний етап емансипації євреїв.
5. Епоха сіонізму[1].

## Основні риси єврейського права
Єврейське право є однією з найстаріших систем світу, йому понад три тисячі років. Юдейське право характеризується низкою рис, що визначають його самобутність і відрізняють від інших релігійних систем.
- Єврейське право є складовою частиною юдаїзму. Це співвідношення обумовлено декількома чинниками: спільність походження, а також збіг джерел права і джерел релігії; єдність релігійних і правових вимагає суворого дотримання не тільки релігійних настанов та приписів, а також і юридичних законів; право і релігія об'єднанні спільними правозастосовними органами – ті органи, які розглядали релігійні спори, також розглядають і правові.

- Ця правова система має мононаціональний характер. Це означає, що юдейське право поширюється лише на євреїв, в той час як багато інших релігійних систем є мультинаціональними і поширюють свою дію на осіб не залежно від їхньої приналежності до тієї чи іншої національності (наприклад, мусульманське право діє на осіб, що сповідують іслам незалежно від їхньої національності).

- Юдейське право розвивалося і формувалося в складних історичних умовах, зокрема протягом тривалого часу євреї взагалі не мали власної держави. Протягом багатьох років євреї жили на території чужих держав, іноді навіть ворожих, де їх оточувала зовсім інша, не притаманна їм культура. В таких умовах вони змогли не лише зберегти, але й розвинути своє право. Цьому сприяли судові й адміністративні автономії єврейських громад. Саме завдяки судовим рішенням, які виносилися на підставі традиційних джерел юдейського права, євреям вдалося не втратити своє національне право.

- Заборонні і зобов'язальні норми є переважною частиною юдейського права. Таким чином, в юдейському праві імперативні норми переважають над диспозитивними. Деякі ізраїльські вчені навіть характеризують юдейське право як сукупність «всеохопних обов'язків, що регулюють всі аспекти єврейського життя».